# Енциклопедичний словник бізнесмена
Енциклопедичний словник бізнесмена: Менеджмент. Маркетинг. Інформатика — українське енциклопедичне видання. Містить більш ніж  5000 статей з менеджменту, маркетингу та інформатики. У зв'язку з тим, що видання поєднувало функції термінологічного та енциклопедичного словників, в статтях спочатку надавалися терміни російською мовою з наступним максимально точним за змістом перекладом їх англійською, німецькою, французькою та польською мовами, а потім – визначення (тлумачення) термінів російською мовою. Всі терміни надано у вигляді, найбільш розповсюдженому в економічній літературі та діловій практиці.